# Cryptographis infernalis
Cryptographis infernalis là một loài bướm đêm trong họ Crambidae.